# Schinvelder Huuske

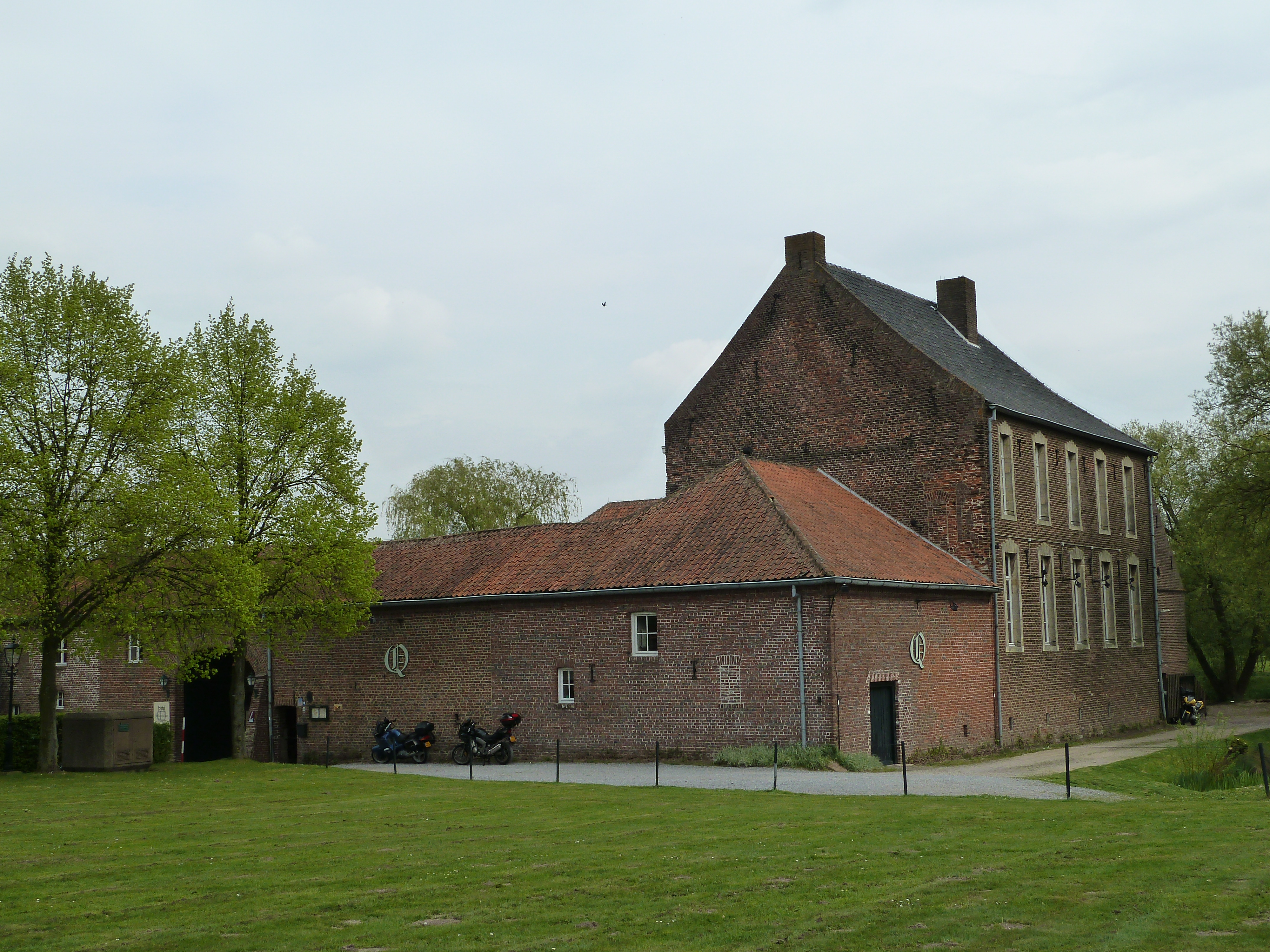
Voorzijde

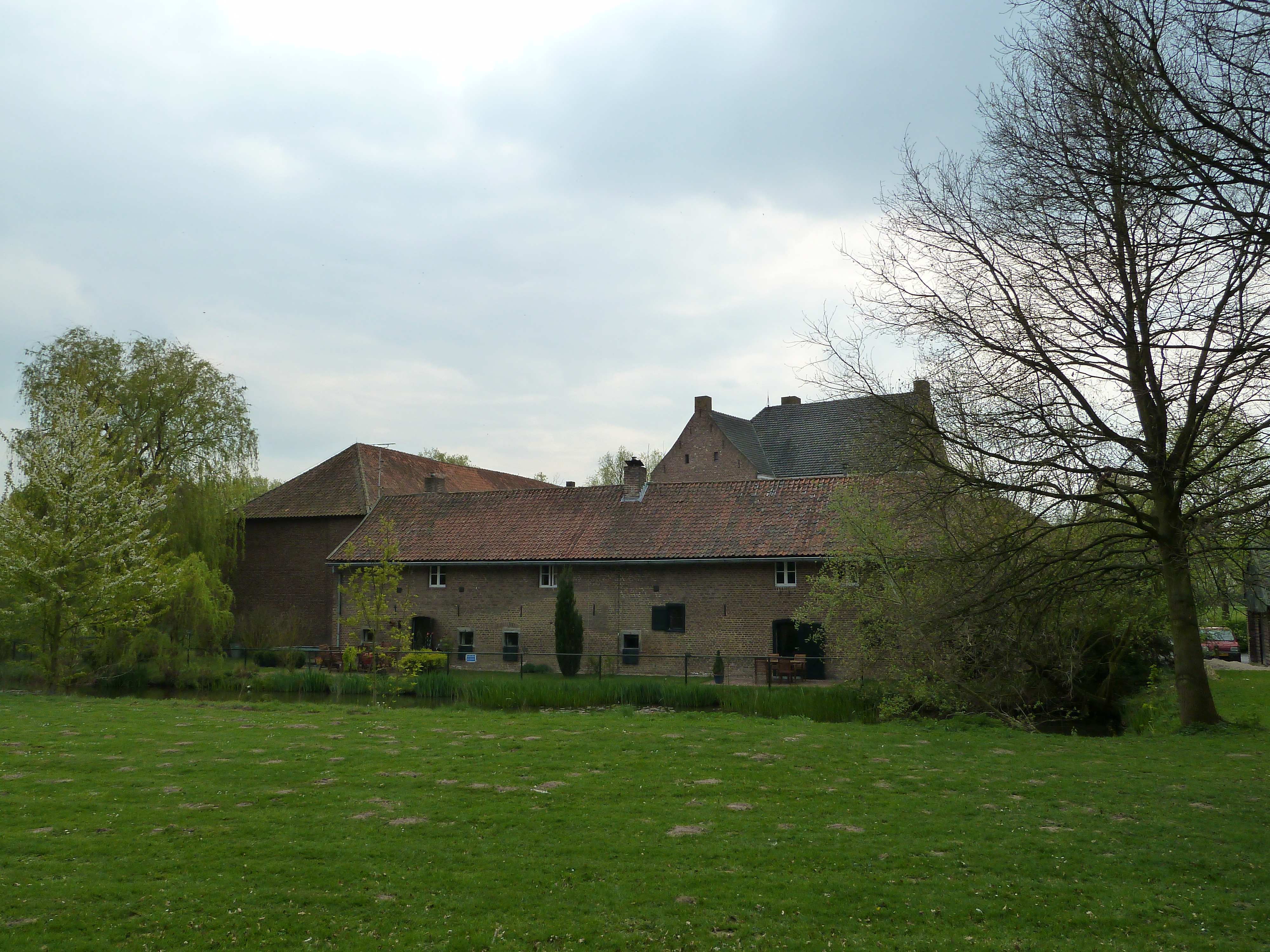
Achterzijde

'Kasteel' Heyenhoven zou een van de meerdere benamingen van een grotendeels in de 18e eeuw gebouwde hoeve in het dorp Schinveld in de gemeente Beekdaelen, Nederlands-Limburg zijn. Naast deze niet zo bekende benaming 'Heyenhoven' kent de hoeve vooral de veel gebruikte benamingen 'Het Huisken' of Sjilvender Huuske en heden, Schinvelder Hoeve en Schinvelder Huuske.
In tegenstelling tot de vroeger misschien soms eens gebruikte omschrijving 'kasteel', is bij het betreffende gebouw echter zeker geen sprake van een kasteel en ook niet van een kasteelhoeve. De enige (beide verdwenen) kastelen in de nabije omgeving, tevens voorzien van een kasteelhoeve, waren: kasteel 'Genhoes' te Brunssum (waarvan een gedeelte van de kasteelhoeve in een nieuw gerestaureerde vorm nog aanwezig is) en kasteel 'Etzenrade' te Jabeek (waarvan de contouren van de ligging van het voormalige kasteel, achter de bestaande kasteelhoeve, nog zichtbaar zijn).
Zowel bouwkundig als historisch is bij deze, als 'kasteel' Heyenhoven aangeduide, hoeve geenszins sprake van een kasteel of kasteelhoeve, maar van een carrévormige hoeve met een stijlkenmerkend hoofdgebouw.
Het hoofdgebouw van de hoeve is een haakvormig bakstenen gebouw met vensteromlijstingen in Namense steen. Aan de binnenhofzijde zijn dit voor de streek typische tussendorpelvensters (eigenlijk twee vensters direct boven elkaar). De ingang wordt omlijst door twee bakstenen pilasters. Sinds een restauratie in de tweede helft van de twintigste eeuw is het complex gedeeltelijk omgracht. De hoeve ligt in het dal van de Roode Beek, die vlakbij stroomt. Bij de hoeve mondt de Merkelbekerbeek uit in de Roode Beek.
Tegenwoordig is in deze 'Schinvelder Hoeve' een horecagelegenheid gevestigd. Het gebouw is een rijksmonument.

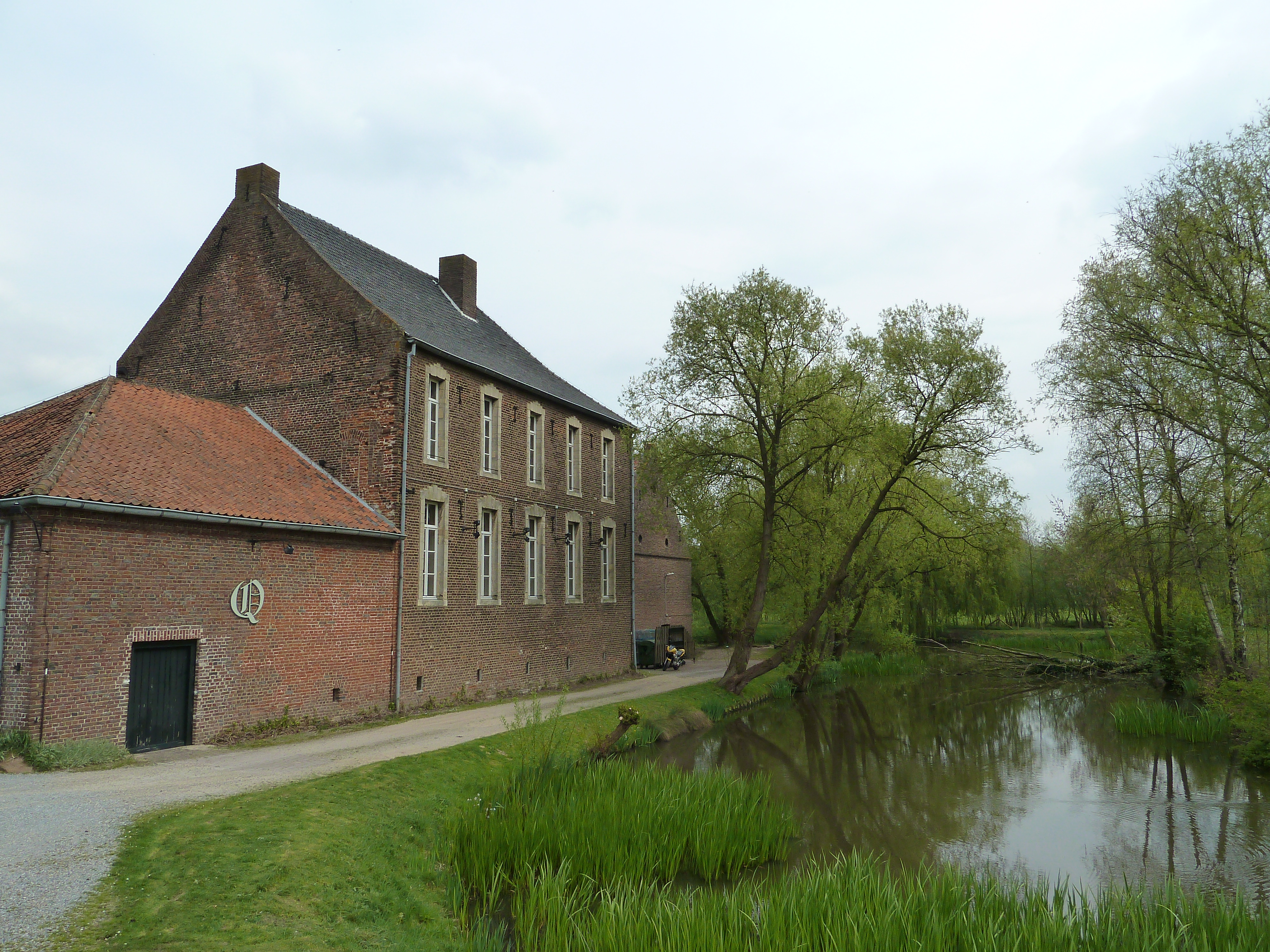
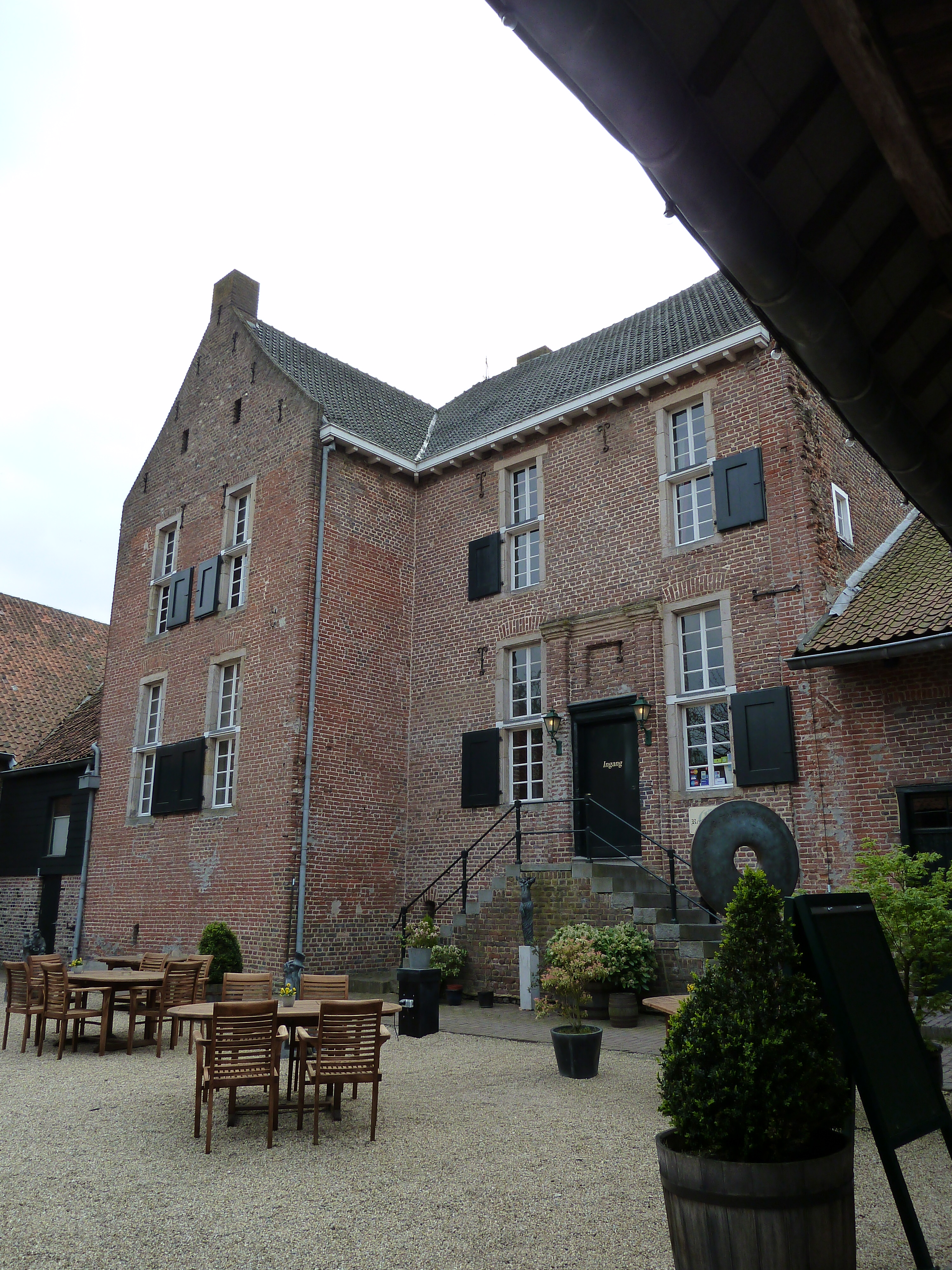
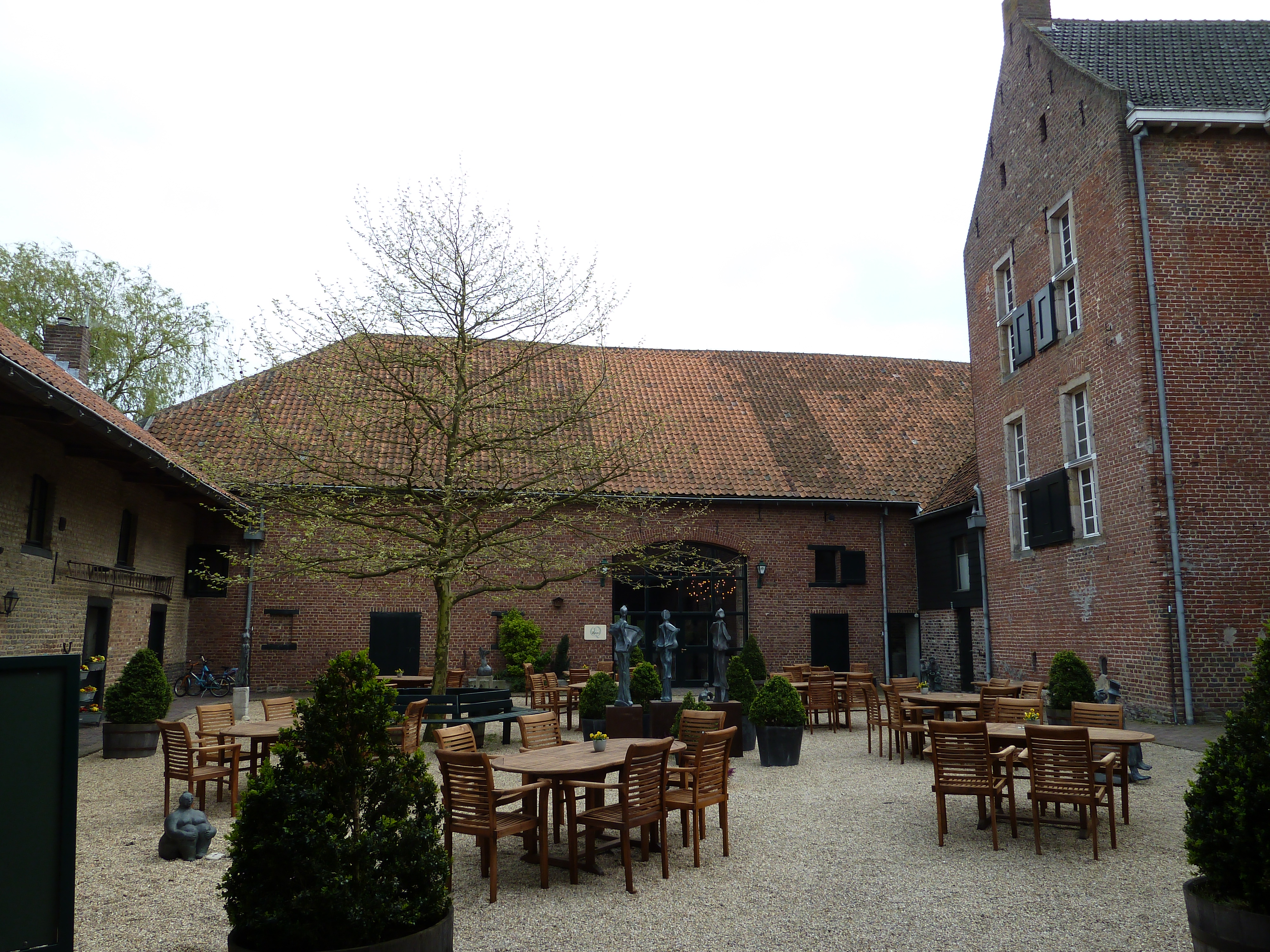